# Бойер, Герберт
Герберт Бойер (англ. Herbert Wayne Boyer; род. 10 июля 1936, США) — американский биохимик. Профессор биохимии Калифорнийского университета в Сан-Франциско. Основатель компании Genentech.

## Награды
- 1980 — Премия Альберта Ласкера за фундаментальные медицинские исследования.
- 1983 — IRI Achievement Award[англ.].
- 1989 — Национальная медаль США в области технологий и инноваций.
- 1990 — Национальная научная медаль США[1].
- 1996 — Премия Лемельсона.
- 2000 — Biotechnology Heritage Award[англ.].
- 2004 — Премия медицинского центра Олбани
- 2004 — Премия Шао в медицине и науках о жизни.
- 2005 — Медаль Уинтропа−Сирса[англ.].
- 2007 — Медаль Перкина.
- 2009 — Double Helix Medal[англ.].

Член Американской академии искусств и наук (1979),
Национальной академии наук США (1985).